# Vääräjoki (vattendrag i Kajanaland)
Vääräjoki är ett vattendrag i Finland.   Det ligger i landskapet Kajanaland, i den centrala delen av landet, 500 km nordost om huvudstaden Helsingfors.